# Transvaalwijk (Leeuwarden)
De Transvaalwijk is een buurt in de stad Leeuwarden, in de Nederlandse provincie Friesland. Het ligt in de wijk Sonnenborgh e.o. tussen de Spanjaardslaan en de Noordersingel terwijl hij in het zuiden begrensd wordt door de stadsgracht.
Tot 2018 lag de buurt in de wijk Transvaalwijk & Rengerspark, gebouwd tussen 1870 en 1940. De randen van de buurt hebben een sterk accent. Een kwart van de inwoners is ouder dan 65 jaar, hogere inkomensgroepen zijn oververtegenwoordigd. In de wijk vindt men: zwembad, kinderboerderij, Joodse- en oude gemeentelijke begraafplaats. Daarnaast is er een concentratie van hogeschool-onderwijs (Stenden Hogeschool en NHL Hogeschool). Het voornemen is dit uit te bouwen tot een zogenaamd Kenniscampus Leeuwarden. De gemeente is al ruime tijd bezig dit te ontwikkelen en realiseren. Door de NHL Hogeschool daar te vestigen met bijbehorende nieuwbouw is al een deel van de Kenniscampus gerealiseerd.
Wijken: Aldlân & De Hemrik · Bilgaard & Havankpark e.o. · Binnenstad · Camminghaburen e.o.  · De Zuidlanden · Heechterp & Schieringen · Hempens/Teerns & Zuiderburen · Huizum-West · Middelsee · Nijlân & De Zwette · Oud-Oost · Potmargezone ·  Sonnenborgh e.o.  · Vossepark & Helicon · Vrijheidswijk · Westeinde e.o.

Voormalige wijken: Aldlân · Bedrijventerrein-Oost · Bedrijventerrein West · Camminghaburen · De Zwette · Grote Wielen & De Groene Ster · Huizum-Oost · Oldegalileën & Bloemenbuurt · Oranjewijk & Tulpenburg · Schieringen & De Centrale · Vlietzone · Tjerk Hiddes & Cambuursterhoek · Transvaalwijk & Rengerspark · Valeriuskwartier & Magere Weide · Vogelwijk & Muziekwijk

Buurten: Achter de Hoven · Aldlân-Oost · Aldlân-West · Barrahûs · Bilgaard · Blitsaerd · Bloemenbuurt · Blokhuisplein · Boksumerhoeke · Bonifatius ·  Buitengebied De Zwette · Buitengebied Noordwest · Buitengebied West · Cambuur · Cambuursterpad · Camminghaburen-Midden · -Noord · -Zuid · De Centrale · De Groene Ster · De Klamp · De Fellingen · De Waag · De Werp · De Zuidlanden · De Zwette I Harlingervaart ·  De Zwette II Zwettehaven ·  De Zwette III Schenkenschans · De Zwette IV Businesspark · De Zwette V  Newton · De Zwette VI Deinumerpolder · EnergieCampus Sylsterrak · Gerard Dou · Grote Kerkbuurt · Grote Wielen · Harlingervaart Noord · Havankpark · Havenstêd ·  Heechterp · Helicon · Hemrik · Hoek · Hollanderwijk · Huizum-Badweg · -Bornia · -Dorp · -Sixma · Indische buurt · Jan van Scorelbuurt · Julianapark · Magere Weide · Molenpad · Nieuwestad · Nijlân · Oldegalileën · Oldehove · Oranjewijk · Rapenburg · Rengerspark · Schepenbuurt · Schieringen · Snakkerburen · Sonnenborgh · Stationskwartier · Techum · Transvaalwijk · Tulpenburg · Valeriuskwartier · Vierhuisterweg e.o. · Vogelwijk · Vossepark · Welgelegen · Westeinde · Wetterstêd · Wiarda · Wielenpôlle · Zaailand · Zamenhofpark · Zeeheldenbuurt · Zuiderburen